# Кабаєва Аліна Маратівна
Алі́на Мара́тівна Каба́єва (12 травня 1983 р., Ташкент) — російська спортсменка (художня гімнастика), заслужений майстер спорту Росії, громадська та політична діячка. Путіністка підстилка, публічно підтримала напад Росії на Україну.

## Біографія
Народилася в Ташкенті в спортивній родині. Батько був відомим футболістом, мати займалася баскетболом. Художньою гімнастикою почала займатися з чотирьох років. 1995 року вона переїхала до Москви, де почала тренуватись під керівництвом відомих тренерів Ірини Вінер і Віри Шаталіної. Уже за рік 1996 року дебютувала за збірну Росії з художньої гімнастики і виступила на юніорських змаганнях в Японії.

## Спортивні досягнення

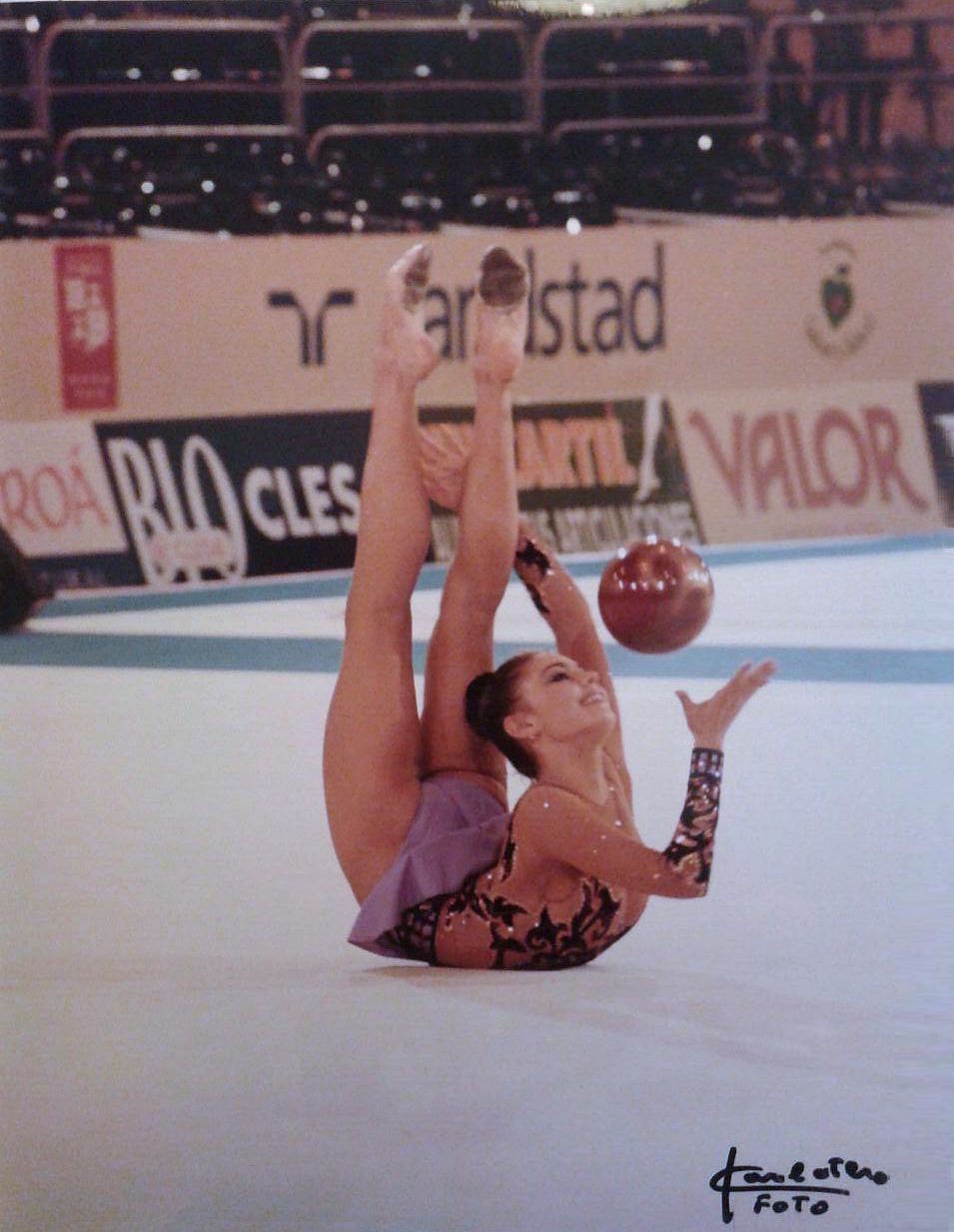
На чемпіонаті світу 2001 року в Мадриді, де вона стала чемпіонкою та позбавлена цього звання

Переможниця XXVIII Олімпійських ігор 2004 року в Афінах. Бронзова призерка XXVII Олімпійських ігор 2000 року в Сіднеї. Дворазова абсолютна чемпіонка світу (1999 і 2003). П'ятиразова абсолютна чемпіонка Європи (1998—2000, 2002, 2004). Шестиразова абсолютна чемпіонка Росії (1999—2001, 2004, 2006—2007).
2007 року Аліна Кабаєва завершила свою спортивну кар'єру.

### Допінг-скандал
2001 року разом з партнеркою по збірній Росії Іриною Чащиною була дискваліфікована на 2 роки за вживання допінгу. Після допінг-тесту на Іграх доброї волі 2001 року в австралійському Брисбені в аналізах російських гімнасток було виявлено фуросемід, який хоч і не належить до класичних допінгів, але заборонений через здатність швидко виводити з організму допінг-препарати та скидати зайву вагу. Результати спортсменок на Іграх доброї волі та чемпіонаті світу 2001 року, де Кабаєва стала чемпіонкою, було анульовано.

## Освіта
2007 року закінчила Московський державний університет сервісу, здобувши кваліфікацію фахівця в галузі спортивного менеджменту.
2009 року закінчила Санкт-Петербурзький державний університет фізичної культури імені П. Ф. Лесгафта. Обидві освіти — заочні.

## Громадська та політична діяльність
У віці з 18 до 22 років — з грудня 2001 року до жовтня 2005 року Аліна Кабаєва була членом Вищої ради партії «Єдина Росія». З жовтня 2005 року до вересня 2007 року — член Громадської палати Російської Федерації. З 2007 року — депутат Державної думи Федеральних зборів РФ 5 скликання від партії «Єдина Росія». Була заступником голови думського комітету у справах молоді. За 7 років роботи в Держдумі (2007—2014) Кабаєва тричі виступила на пленарному засіданні та взяла участь у розробці п'яти законопроєктів. У тому числі два були загальнодумськими ініціативами, підписи під якими поставила більшість депутатів нижньої палати. Кабаєва разом із колегами просувала, зокрема, «закон Діми Яковлєва», який забороняє громадянам США усиновлювати російських дітей.
У 2007 році стала головою «Благодійного фонду Аліни Кабаєвої». Фонд займається будівництвом спортивного комплексу в Цхінвалі, організацією «Гарячої лінії з ЄДІ», допомогою сільським бібліотекам у виборчому окрузі Аліни Кабаєвої — Нижньокамську районі Татарстану, організацією дитячого фестивалю художньої гімнастики.
У лютому 2014 року у складі групи з шести найбільш титулованих російських спортсменів Аліна Кабаєва взяла участь у церемонії запалення олімпійського смолоскипа, передавши вогонь зимової Олімпіади в Сочі Ірині Родніній та Владиславу Третьяку, які й запалили цей основний символ змагань.
У вересні 2014 року після дострокового складання депутатських повноважень Аліна Кабаєва очолила раду директорів холдингу «Національна Медіа Група», яка володіє пакетами акцій петербурзького «П'ятого каналу», РЕН ТВ, газети «Известия», радіостанції «Російська служба новин» і Першого каналу. До цього призначення вона 6-ть років очолювала громадську раду «Національної Медіа Групи».
У березні 2016, після того, як «Національна Медіа Група» оголосила про завершення операції з придбання 25 % акцій видання «Спорт-Експрес», було повідомлено, що Аліна Кабаєва стане головою ради директорів «Спорт-Експресу».

## Робота на телебаченні
На російському «П'ятому каналі» Аліна Кабаєва вела передачу «Кроки до успіху» (рос. «Шаги к успеху»), присвячену шляхам до успіху окремих людей або колективів.
На РЕН ТВ вела передачу «Шлях до Олімпу» (рос. Путь к Олимпу), присвячену найрізноманітнішим аспектам професійного спорту.
Кабаєва також знімалася в японському художньому фільмі «Red Shadow» («Червона тінь»), а також у кліпі на пісню «Аліна Кабаєва» гурту «Гра Слів».

## Відомості про доходи та власність
На думку низки видань, Кабаєва стала володаркою найвищих доходів за 2009 рік серед "зіркових депутатів" і серед депутатів-спортсменів: 12,9 млн рублів згідно з довідкою про доходи.
Згідно з офіційними даними, дохід Кабаєвої за 2011 рік становив 11,5 млн рублів. Кабаєва володіє земельною ділянкою площею 7200 м², трьома квартирами, автомобілями Mercedes-Benz і Porsche Cayenne
Згідно з відомостями видання "The Insider", дохід Кабаєвої за 2018 рік від роботи в НМГ склав 785 мільйонів рублів, що у багато разів перевищує зарплати топ-менеджерів на аналогічних позиціях.
У 2019 році "Открытые медиа" оцінили вартість нерухомості, оформленої на Кабаєву та її рідних, у 1,25 млрд рублів (шість квартир, два будинки і 70 соток землі в чотирьох регіонах).
У 2020 році газета "Собеседник" з посиланням на дані Росреестра і видання "Русская пресса" повідомила про наявність у матері Аліни Кабаєвої квартири в Москві за 600 млн руб. Крім того, її бабуся Анна Зацепіліна і Лейсан Кабаєва (сестра спортсменки) купили в Москві і Санкт-Петербурзі чотири квартири, приблизна вартість яких - близько 740 мільйонів рублів. Квартири були придбані у людей з близького кола президента Путіна: друг дитинства Петра Колбіна, Геннадія Тимченка і Григорія Баєвського (партнер Аркадія Ротенберга, відомий як "ріелтор друзів Путіна"
У жовтні 2022 року будинок у Швейцарії, який фігурував у матеріалі The Wall Street-Journal і яким, імовірно, користувалася Аліна Кабаєва, було виставлено на продаж за 75 мільйонів швейцарських франків (приблизно $75,5 млн).
Згідно з даними Росреєстру від 2022 року, Кабаєва з бабусею, матір'ю і сестрою володіють загалом 10 квартирами в Москві та Петербурзі, а також ділянками і котеджами в Московській області та в Сочі із загальною ринковою вартістю 2,5 млрд руб.
У лютому 2023 року журналісти видання «Проект» оцінили вартість нерухомості Кабаєвої у 120 млн дол. Згідно з розслідуванням, до неї серед іншого входить куплена номіналом Володимира Путіна "найбільша квартира Росії" площею 2600 м2 у Сочі.

## Санкції
У 2022 році, після початку вторгнення Росії в Україну, низка країн ввела персональні санкції проти Кабаєвої.
13 травня 2022 року Велика Британія у зв'язку з агресією Росії проти України наклала санкції на Аліну Кабаєву (та її бабусю - Анну Зацепіліну) через її наближеність до Володимира Путіна. 
27 травня 2022 року проти Кабаєвої ввела санкції Канада. У документі зазначено, що "особи, які потрапили під санкції 27 травня, близько пов'язані з керівництвом російського режиму, включно з вищими посадовими особами російських фінансових установ і членами їхніх родин, які підпали під санкції за співучасть у вторгненні Росії в Україну, що не має виправдання". Санкції забороняють особам у Канаді та канадцям за межами Канади займатися будь-якою діяльністю, пов'язаною з будь-якою власністю осіб із санкційного списку, надавати їм фінансові послуги тощо.
3 червня 2022 року санкції проти Кабаєвої ввів Європейський союз. У документі сказано: "Кабаєва є головою ради директорів Національної медіагрупи (НМГ), холдингу, якому належать великі частки практично у всіх значущих російських федеральних ЗМІ, що відтворюють пропаганду російського уряду. Вона тісно пов'язана з президентом Росії Володимиром Путіним. Тому вона несе відповідальність за підтримку дій і політики, які підривають територіальну цілісність, суверенітет і незалежність України".
10 червня 2022 року Швейцарія приєдналася до санкцій ЄС проти Кабаєвої.
28 червня 2022 року Австралія внесла до персонального санкційного списку Аліну Кабаєву. Обмеження передбачають заморожування активів, особам, які потрапили до переліку, заборонено в'їзд до країни
2 серпня 2022 року санкції проти Кабаєвої ввели США. У списку санкцій Кабаєва асоційована зі Швейцарією та Росією
28 вересня 2022 року санкції проти Кабаєвої ввела Нова Зеландія
7 жовтня 2022 року про санкції проти Кабаєвої заявила Японія.

## Визнання
2006 року Аліна стала лауреаткою загальнонаціональної премії «Жінка року „Glamour“», а також визнана найсексуальнішою в Росії серед 10 лауреатів премії «Top 10 Sexy» в категорії «спорт». Знімалася оголеною в журналі «Maxim», а також у проєкті Катерини Рождественської «Календар», журнал «Караван історій», 2003 року.
2010 року стала однією з небагатьох не-моделей (поряд з Аллою Пугачовою, Анною Курниковою, Ренатою Литвиновою і Інгеборгою Дапкунайте), фотографії яких російський журнал «Vogue» помістив на обкладинку.
У спільному рейтингу радіостанції «Ехо Москви», журналу «Огонёк» і агентства «Інтерфакс» «100 найвпливовіших жінок Росії» посіла 8 місце.
2014 року на церемонії відкриття Олімпійських ігор в Сочі Аліна Кабаєва брала участь у фінальній частині естафети Олімпійського вогню.

## Державні нагороди
Нагороджена орденами Дружби (2001) і «За заслуги перед Вітчизною» IV ступеня (2005).

## Родина
Батько Кабаєвої -  Марат Кабаєв, татарин за національністю, у молодості був професійним футболістом, грав на позиції крайнього нападника в ташкентському «Пахтакорі». 1989 року виступав за дніпропетровський «Дніпро». У чемпіонатах СРСР провів 276 матчів, забив 48 м'ячів. По завершенні кар'єри перейшов на тренерську роботу. Працює в казанському «Рубіні» старшим тренером-селекціонером. У листопаді 2014 року обраний Президентом Асоціації підприємців-мусульман Російської Федерації.
Мати Кабаєвої - Любов Михайлівна Кабаєва, росіянка, хрещена, живе в Москві. Грала в збірній Узбекистану з баскетболу. У лютому 2023 року Великобританія ввела проти неї санкції у зв'язку з вторгненням Росії в Україну.
Молодша сестра Кабаєвої - Лейсан Маратівна Кабаєва (нар. 1987) - займається бізнесом, володіє агентством нерухомості, займалася спортом, спочатку фехтуванням, потім художньою гімнастикою, але спорт їй був не до душі. За професією менеджер готельного бізнесу.
Троюрідна сестра Кабаєвої - Лейсан Маратівна Кабаєва (нар. 1979) працювала суддею в Альметьєвському міському суді в Татарстані (2016-2021).
Дідусь Кабаєвої - Вазих Кабаєв був головою республіканської федерації Узбецької РСР з національної боротьби куреш, він любив художню гімнастику, і допоміг відкрити секцію в школі, де вчилася Аліна.
Бабуся Кабаєвої - Ганна Яківна Зацепіліна (нар. 1935). Ганна Зацепіліна, як і Аліна, та її матір є кандидитами санкційних списків, що до яких накладено фінансові обмеження.
Діти Кабаєвої: офіційно Аліна не визнає наявність дітей, проте серед журналістських розслідувань повідомляють, що Аліна народила доньку (2008 рік), сина або доньку (в 2015 році) та сина (в 2019 році) Ймовірно, що деякі з дітей по документам записані на молодшу сестру Аліни - Лейсан Маратівну Кабаєву.

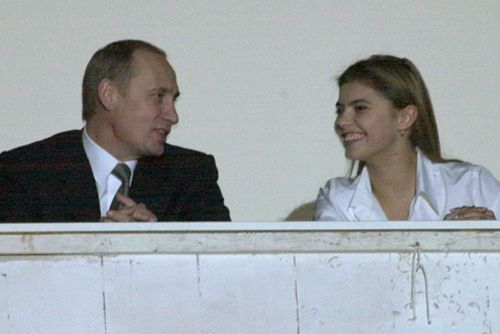
Аліна Кабаєва з Президентом Росії Володимиром Путіним 2001 року

## Приватне життя
У засобах масової інформації неодноразово з'являлися чутки про те, що Аліну Кабаєву пов'язують любовні стосунки з Президентом Росії Володимиром Путіним і навіть про те, що вона начебто матір його двох позашлюбних дітей. Першою про зв'язок Путіна з Кабаєвою надрукувала газета «Московский корреспондент» у квітні 2008 року. Через декілька днів після публікації власник видання Олександр Лебедєв закрив його, пояснюючи цей крок нерентабельністю газети. Сайт «The Daily Beast», посилаючись на невідомі джерела, стверджував, що видання припинило своє існування через дзвінок кремлівських спецслужб. Пізніше тему стосунків російського Президента і гімнастки порушували й інші, зокрема й іноземні видання, серед яких американське «New York Post» та французьке «Paris Match». У березні 2015 року прессекретар Президента Росії Володимира Путіна Дмитро Пєсков заперечив повідомлення, які з'явились у швейцарських ЗМІ, про те, що Аліна Кабаєва народила дитину в одній з клінік неподалік Лугано, а батьком дитини називався Володимир Путін.
За повідомленнями ЗМІ, з 2024 р. стосунки Кабаєвої з російським диктатором Путіним погіршилися, а у останнього з'явилася нова коханка — Катерина Мізулина, дочка сенатора Мізуліної.